# Peach-Pit
PEACH-PIT (ピーチ・ピット) é uma dupla de mangakás japonesas formada por Banri Sendo e Shibuko Ebara. As duas cresceram juntas e sempre foram amigas mas, quando começaram a trabalhar como artistas de Doujinshi, ainda não tinham formado o Peach-Pit. Apesar de as duas terem o mesmo estilo de desenho, ainda é possível identificar quem desenhou o quê nos seus mangás.
O nome "Peach Pit" deriva de um restaurante que aparece na série Beverly Hills, 90210. Em 2008, um dos seus trabalhos mais recentes, Shugo Chara!, recebeu o Kodansha Manga Award por ser o melhor mangá para crianças.

## Ligaçoẽs externas
- Site oficial do do Peach-Pit (em japonês)
- Entrevista com o Peach-Pit (em português)